# Grenzübergang Kulata-Promachonas

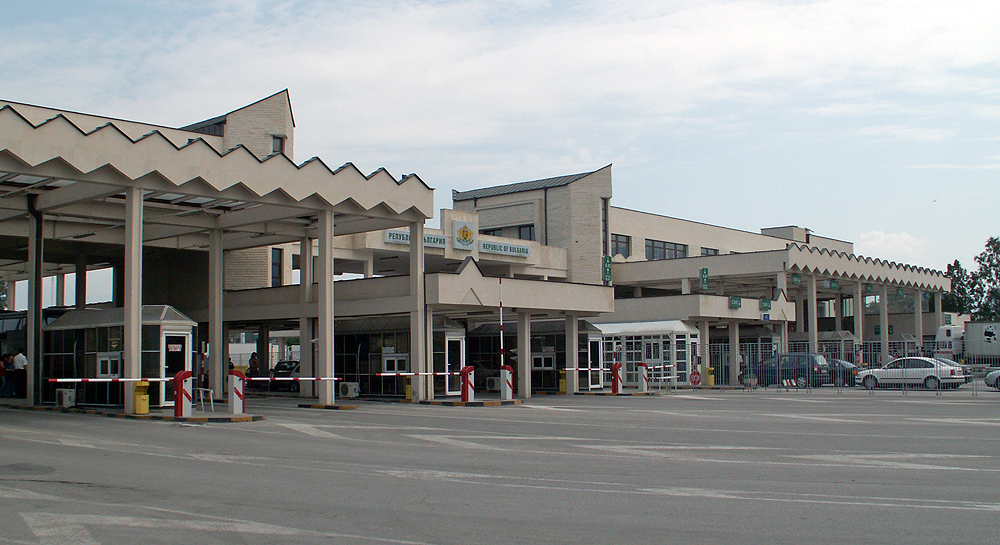
Der Grenzübergang auf bulgarischer Seite

Der Grenzübergang Kulata–Promachonas (bulgarisch ГКПП Кулата-Промахон - GKPP Kulata - Granitschen Kontrolno Propuskwatelen Punkt Kulata  Grenz-Kontroll-Durchlass-Punkt Kulata; griechisch Συνοριακή Διόδος Προμαχών - Κούλατα Synoriakí diodos Promachonas - Kulata oder σταθμός Κούλατα – Προμαχών Stathmós Kulata - Promachon) liegt zwischen Bulgarien und Griechenland.
Im Dorf Kulata liegt die Zollstation des Grenzübergangs Kulata. Der Zollstation unterstehen auch die Zollstationen Slatarewo (bulg. Златарево) und das Zollbüro in Petritsch.
Auf der griechischen Seite des Grenzübergangs liegt das Dorf Promachonas (griech. Προμαχώνας, bulg. Драготин/Dragotin), in der Gemeinde Sindiki (griech. Σιντική), Regionalbezirk Serres, Zentralmakedonien.

## Straße
Der Grenzübergang liegt im Tal des Flusses Struma und schließt südwestlich an das bulgarische Dorf Kulata an. Der Grenzübergang ist der Hauptgrenzübergang zwischen Bulgarien und Griechenland und liegt entlang der Europastraße 79 und des Paneuropäischen Verkehrskorridors IV. Ferner soll die zukünftige bulgarische Autobahn A3 „Struma“ hier die Grenze überqueren und in Verbindung mit der griechischen Autobahn A25 eine direkte Verbindung von Sofia über Thessaloniki nach Athen entstehen. Seit 2010 werden die Grenzkontrollen im Straßenverkehr von gemischten griechisch-bulgarischen Zollbeamtengruppen auf der griechischen Seite durchgeführt.

## Eisenbahn
Die Bahnstrecke (Sofia–) Dupniza–Kulata, die weiter nach Strymonas führt und dort auf die griechische Strecke Thessaloníki–Alexandrupoli trifft, wurde in Bulgarien 2001 elektrifiziert. Ihr Ausbauzustand entspricht jedoch bei Weitem nicht dem der parallelen Straßenverbindung. Im Bahnhof Kulata auf der bulgarischen Seite erfolgt die Grenzabfertigung für den Eisenbahnverkehr, ebenfalls durch gemeinsame Zollbeamtengruppen. Gleichzeitig müssen hier die Lokomotiven gewechselt werden, weil die Strecke in Griechenland nicht elektrifiziert ist.
Koordinaten: 41° 22′ 46,4″ N, 23° 21′ 47,7″ O